# Travolto dagli affetti familiari
Travolto dagli affetti familiari è un film del 1978 diretto da Mauro Severino.

## Trama
Memé (Emanuele) Di Costanzo, un agente immobiliare fallito e senza soldi, vive insieme a sua nonna Nana e al suo cane Piccolo. Stanco di tirare a campare contando spesso sull'aiuto della sua amante Eliana, Memé decide di approfittare dell'ingenuità di Isotta, una farmacista che ha un debole per lui; potendo contare sul benessere economico della donna, Memè la "disonora" per poi essere costretto a sposarla.
Isotta inizialmente all'oscuro della presenza di Piccolo e Nana, fa buon viso a cattivo gioco e sopporta la situazione con pazienza.
La situazione però col trascorrere del tempo diventa insostenibile, quando Nana rimane vittima di un malessere e viene quindi rinchiusa in un ospizio.
Dopo alcune settimane però, Memè è preda di un rimorso di coscienza e decide di abbandonare la moglie per dedicare completamente le sue cure a Nana e Piccolo; purtroppo quando sembrava che i problemi con Isotta fossero finiti, seppur felice, Nana muore improvvisamente.
Memè, non sopportando più la miseria nella quale è costretto a vivere dopo essersi lasciato con Isotta, pensa anche di uccidere Piccolo, ma alla fine non è capace di un gesto così malvagio.
Rimasto senza mezzi economici, Memè sta per partire con un traghetto ma durante il corso dei preparativi rimane lievemente ferito da un'autovettura che lo strattona con un conseguente svenimento.
Convinto di aver perduto per sempre anche Piccolo, Memè ritorna a vivere con Isotta e con la sua insopportabile famiglia; dopo sette mesi da quel tragico incidente però Piccolo ritorna dal suo padrone sano e salvo.